# Denudamento di Cristo

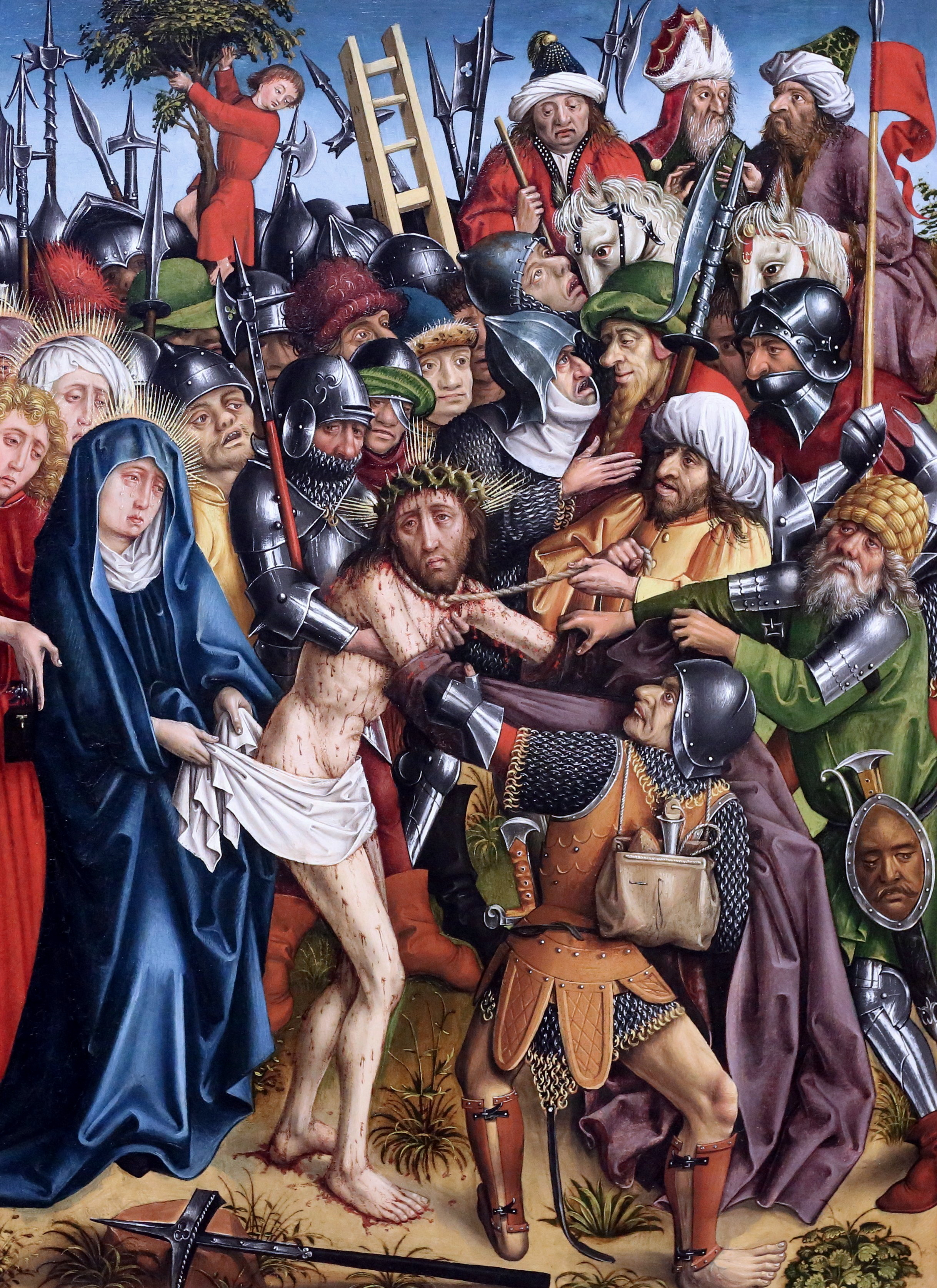
Hans Hirtz, Spoliazione di Cristo, 1440 circa, Karlsruhe, Kunsthalle.

Il denudamento di Cristo è un episodio della passione di Gesù raccontato dai Vangeli canonici (Mt 27, 35; Mc 15, 24; Lc 23, 34; Gv 19, 23-24). A partire dal XVIII secolo, dà il nome alla X stazione della Via Crucis.

## Descrizione
Secondo i Vangeli, i quattro soldati che scortarono Cristo sul Calvario si sedettero ai piedi della croce e s'appropriarono delle vesti del condannato come era consuetudine al tempo e se le spartirono dividendole in quattro parti. La tunica, in quanto tessuta tutta d'un pezzo e senza cuciture, non venne invece stracciata ma i soldati se la contesero a dadi come profetizzato nel Salmo 22 (Sal 21, 19).
L'episodio della spoliazione è dettagliatamente narrato dalla mistica Anna Katharina Emmerick nel libro che racconta le sue visioni miracolose, La dolorosa Passione del Nostro Signore Gesù Cristo.
Una leggenda racconta che la Vergine, mossa a pietà alla vista del Figlio nudo, ricoprì le sue nudità avvolgendone i fianchi con un panno bianco.

## Iconografia

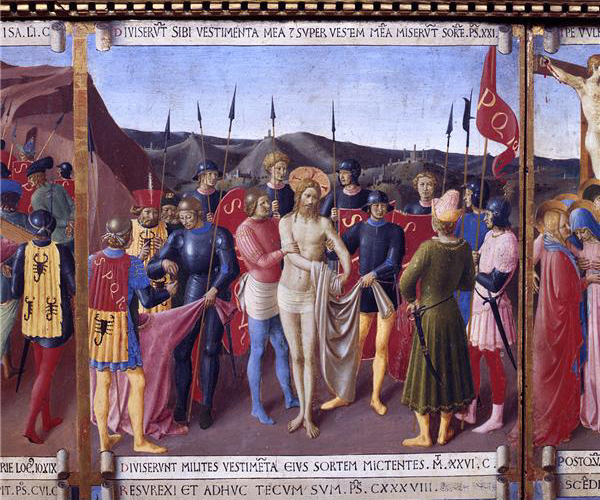
Beato Angelico, Cristo denudato, 1451-1453, Firenze, Museo di San Marco.
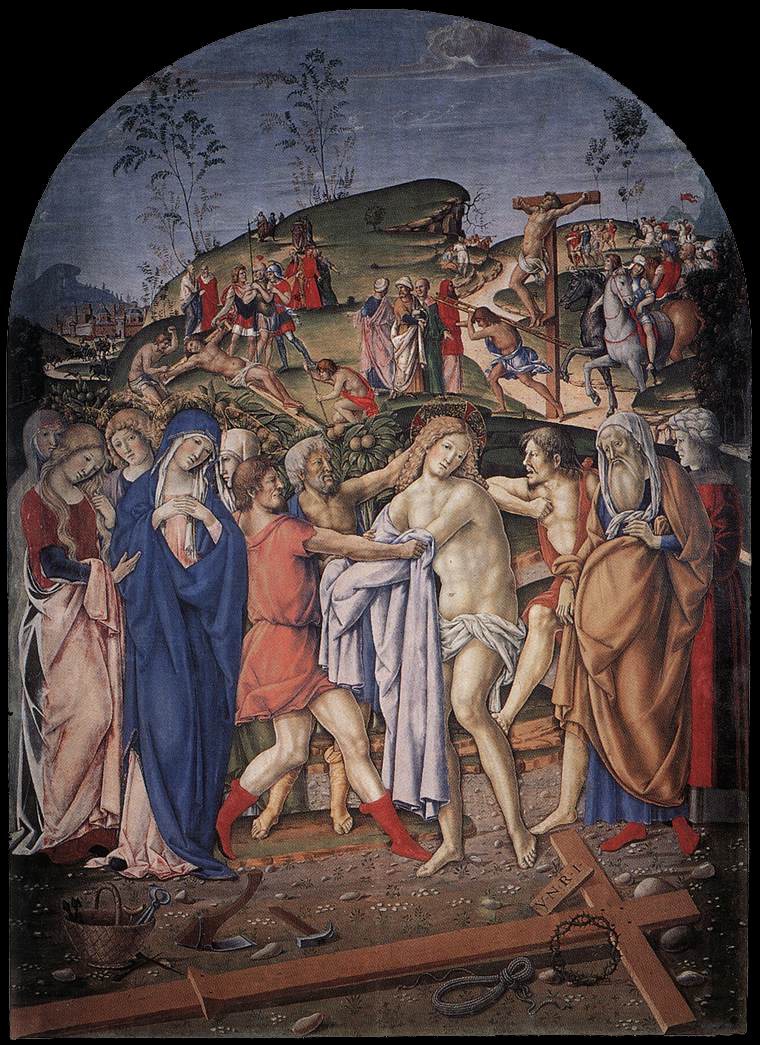
Francesco di Giorgio Martini, Denudamento di Cristo, 1501 circa, Siena, Pinacoteca nazionale.
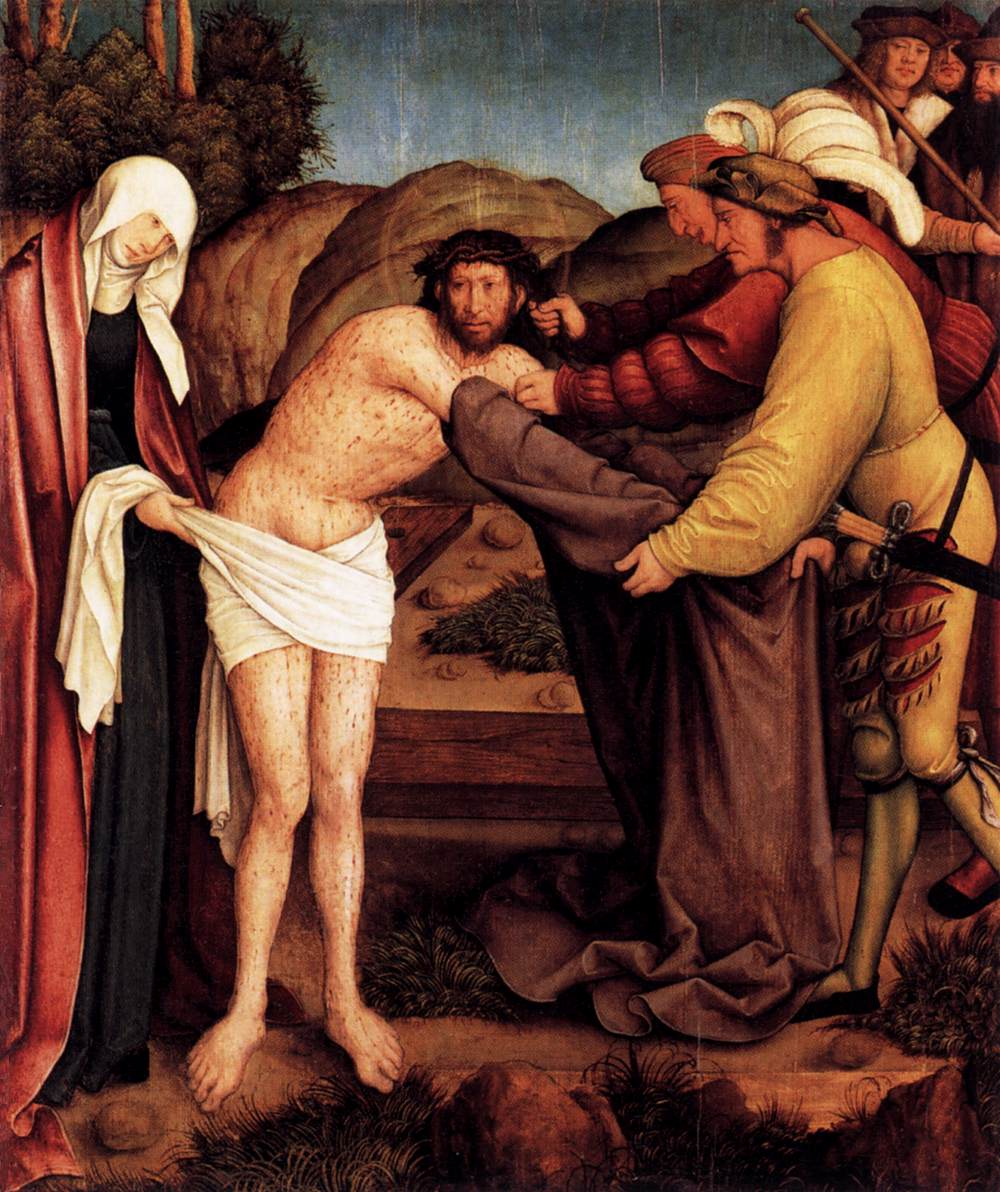
Bernhard Strigel, Cristo denudato, 1520 circa, Berlino, Staatliche Museen.
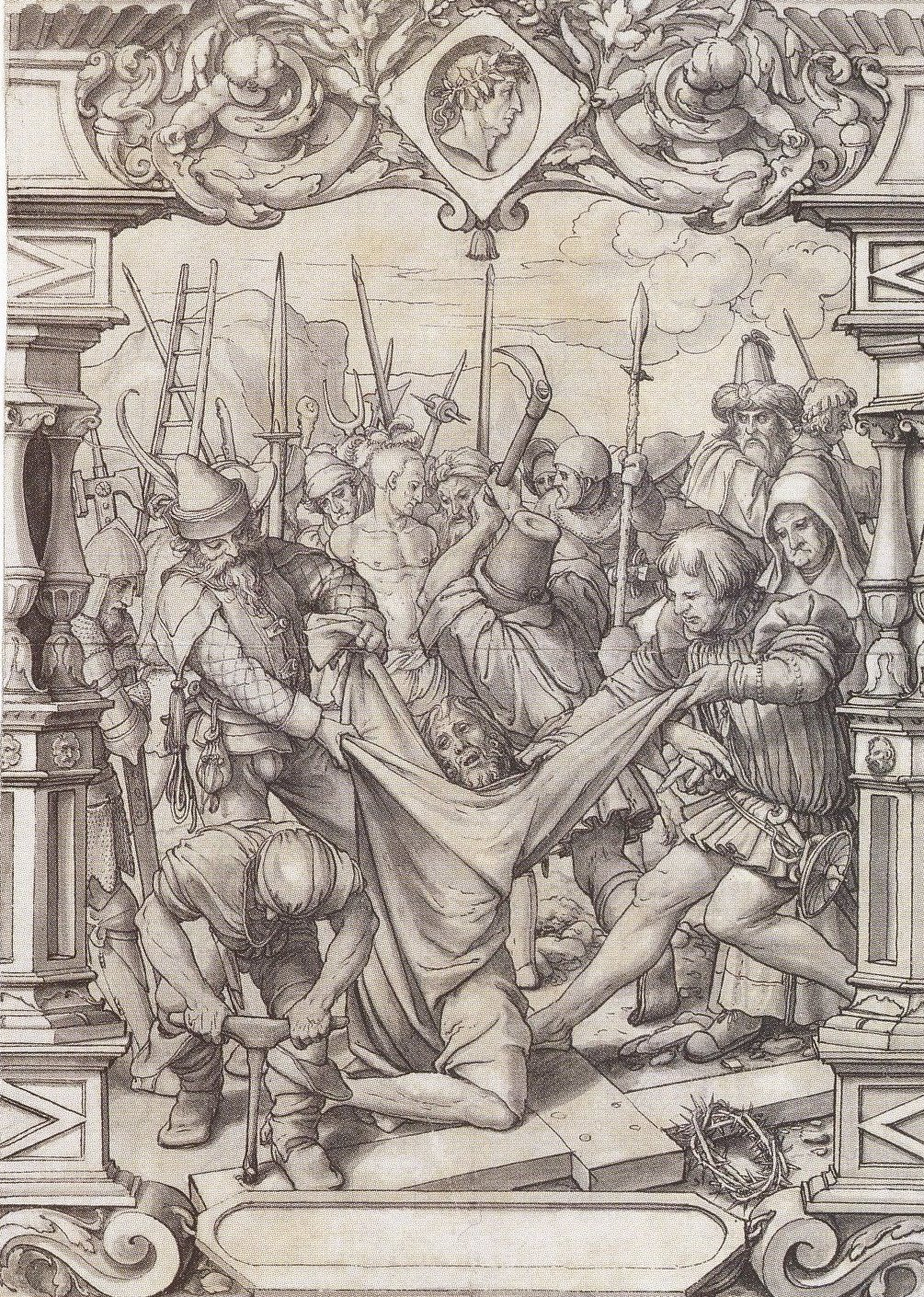
Hans Holbein il Giovane, Spoliazione di Cristo, 1525-1528 circa, Basilea, Kunstmuseum.
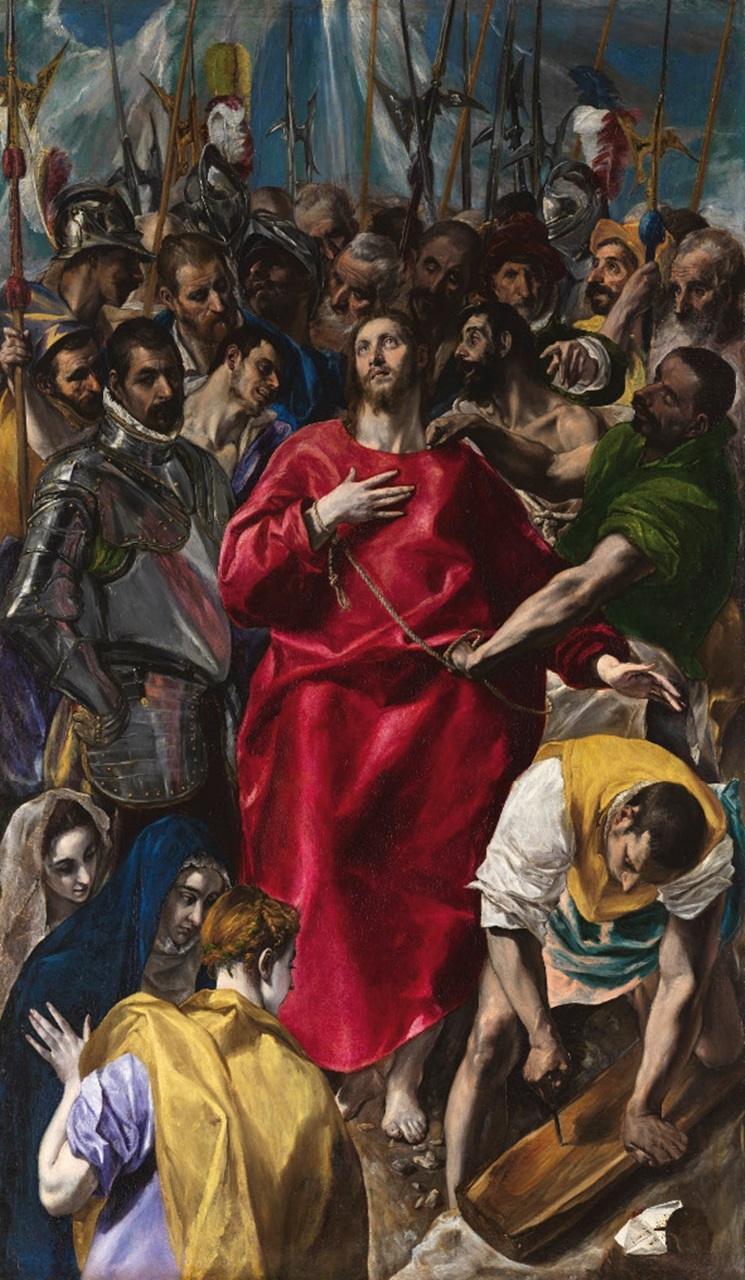
El Greco, Spoliazione di Cristo, 1577-1579, Toledo, cattedrale.
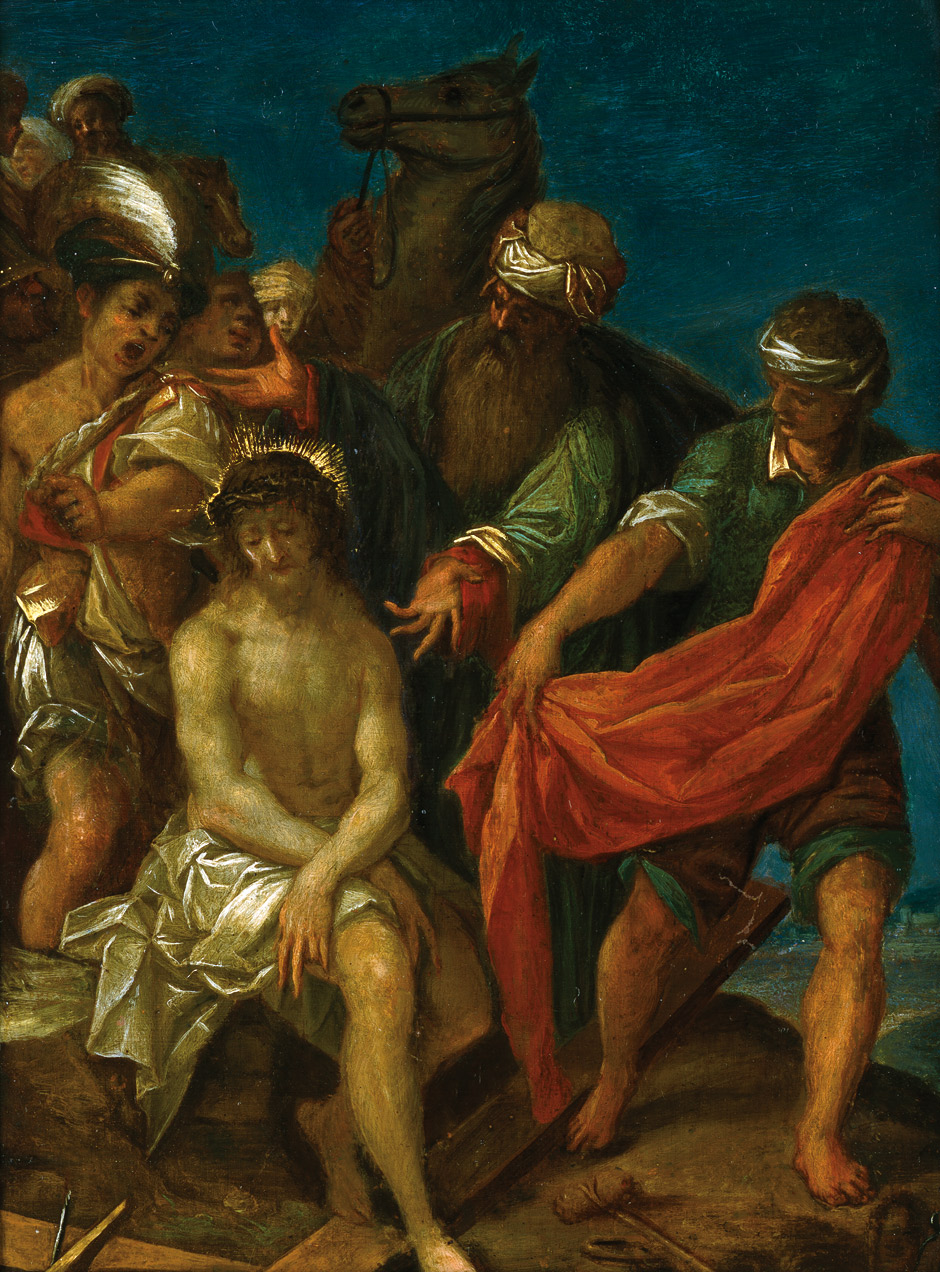
Scuola di Hans von Aachen, Denudamento di Cristo, XVII secolo.